# José Luis Mendoza
José Luis Mendoza Limas (Tampico, Tamaulipas, México, 4 de julio de 1973) es un exfutbolista mexicano cuya posición fue la demarcación de delantero.

## Trayectoria
Es nacido en Cd. Victoria y a pesar de no contar con gran corpulencia física, poseía una gran técnica individual que le valió ser el mejor anotador hasta el momento del equipo ya en Primera División A.
Surgido de la Tercera División en donde se desempeñó como goleador de la liga, alcanzó a debutar en Primera División con el primer equipo con Francisco Medrano al mando.
Empezó profesionalmente en la inauguración de la Primera División A en la 1994/95 con el Correcaminos de la UAT, permaneció en ese club hasta el invierno 98 siendo transferido al Club Necaxa donde hizo su debut en la primera división siendo parte del plantel que se coronó en esa misma campaña.

Logró hacer en su carrera con Correcaminos grandes goles de sombrerito y es recordado por ser uno de los jugadores más carismáticos y solicitados por la afición local.
Ha jugado también para Chapulineros de Oaxaca.

### Clubes
| Club                   | País                | Año         | Partidos | Goles | Media |
| ---------------------- | ------------------- | ----------- | -------- | ----- | ----- |
| Correcaminos de la UAT | México              | 1993 - 1997 |          |       |       |
| Club Necaxa            | México              | 1997 - 1999 | 1        | 0     | 0     |
| Correcaminos de la UAT | México              | 2000 - 2002 |          |       |       |
| Chapulineros Oaxaca    | México              | 2003        | 3        | 1     | 0.33  |
| Correcaminos de la UAT | México              | 2003 - 2005 | 35       | 13    | 0.37  |
| Total en su carrera    | Total en su carrera | 1993 - 2005 | 40       | 14    | 0.35  |

## Estadísticas

### Resumen estadístico
| Competencia                | Partidos | Goles | Media |
| -------------------------- | -------- | ----- | ----- |
| Primera División de México | 43       | 15    | 0.35  |
| Liga de Ascenso de México  | 109      | 62    | 0.57  |
| Total                      | 152      | 77    | 0.51  |